# Акимовка (Казахстан)
Аки́мовка (каз. Акимовка) — село у складі Астраханського району Акмолинської області Казахстану. Входить до складу Кизилжарського сільського округу.
Населення — 240 осіб (2021; 406 у 2009, 647 у 1999, 668 у 1989).
Національний склад станом на 1989 рік:
- казахи — 26 %;
- росіяни — 26 %;
- українці — 23 %.